# Ракуго
Ракуго (落語) је традиционална јапанска уметност приповедања приче на сцени. Састоји се од једног приповедача тз. ракугоке (落語家) одевеног у традиционалну јапанску ношњу који седи пред публиком и прича причу кроз дијалог, прилагођавајући глас, мимику и начин говора ликовима из приче. На сцени као помоћ може користити папирну лепезу (сенсу 扇子) и парче тканине (тенгуи 手拭) док све време седи у сеиза пози на подлози под називом коза (高座). Трајање извођења зависи од дужине приче која увек по правилу мора имати дијалог од двоје или више људи које извођач мора да подражава мењајући тон и висину гласа али и окретањем главе имитирајући израз лица који лик у том тренутку мора да има.

## Друга имена
Ракуго је у прошлости био познат под називом карукучи (軽口). Најстарији забележен назив на канђију који датира из 1787. и односи се на ову врсту театра чита се као „отошибанаши“ (落し噺) а назив који има данас сматра се да је настао средином Меиџи периода (1868–1912) а највише заживевши у Шова периоду (1926–1989) који се сматра златним добом Ракугоа.

## Начин извођења
Ракуго је описан као „ситком са једном особом која игра све улоге“.
Уметник је увек у средини сцене који говором и телом подражава радњу приче. Осим дијалога ликова прича има увод у виду нарације и монолог. Уметник изговара шта лик тренутно мисли, како резонује и шта планира али и описује где се радња налази, у које време и шта се дешава. Монолог је увек прекинут наглим доласком дијалога који се назива још и очи (落ち, у преводу:. "пад") или саге (下げ,  у преводу: "спуштање") у зависности од јачине прекида једноличног темпа приче. Јапанци разликују дванаест типова „очи“ прекида са више варијација које су се развиле током времена.
Извођач на сцену ступа у хаорију (врсти јапанског сакоа) како би се публици приказао у најбољем светлу али га одмах при почетку приче скида јер су јунаци приче обично сиромашан народ који такав део одеће није носио. На кимону може имати један или више истих грбова (мон - амблема) који одређују вештину извођача (могу се налазити на леђима и рукавима).
Рани ракуго је имао више стилова као што је шибаибанаши (芝居噺, позоришни дискурс), онгјокубанаши (音曲噺, музички дискурс), каиданбанаши (怪談噺, дискурс о духовима – страшне приче) и нинјобанаши (人情噺, сентиментални дискурс). У тим ранијим поделама форма прекидања – тз. „очи“ није постојала у данашњем облику.

## Историјат
Ракуго су изумели будистички монаси у 9. и 10. веку како би своје церемоније и религијска приповедања учинили више интересантнијим. Сматра се да се њени корени у писаном облику могу наћи у причи „Уђи шуи моногатари“ из 13. века. 
Иако се ракуго претежно везује за комедију овај начин приповедања може имати и друге жарнове па кад су даимјои видели да уметници могу веома добро да подражавају све стадијуме емоција, затражили су да од духовите нарације пређу на све типове прича како би задовољили њихову потребу за забавом. 
Током Едо периода (1603–1867), захваљујући трговачкој класи чонина, ракуго се проширио на ниже класе. Створене су многе трупе извођача који су наступали један за другим а у том периоду се штампа и прва колекција текстова. Током 17. века глумци су називани именом ханашика (у списима записани као 噺家, 咄家, или 話家; што у буквалном преводу значи “приповедач”), док се данас ипак користи реч еквивалентног превода ракуго-ка.
Постоје три врсте ракуго приповедача. Почетници се називају зенза и они још увек уче како да презентују причу. Након тога долазе до друге титуле - футацуме и коначно до треће - шинући. Кад постану шинући могу да узму себи ученика.
Пре појаве модерног ракугоа у Јапану се практиковао и врло сличан стил кобанаши (小噺) који је био кратка представа са „очи“ упадицама које су биле популарне између 17. и 19. века. За разлику од рангакуа који се одвија у позоришту или затвореним објектима, кобанаши се изводио на улицама и отвореним просторима. Порекло ове форме може се наћи у текстовима Кино ва кјо но моногатари (Јучерашње приче испричане данас, око 1620. године), који обухвата око 230 прича непознатог аутора. Несумљиво је да су све ове форме утицале на данашњу форму модерног ракугоа.
Ракуго се развио на територији три града од којих свако гаји свој јединствени стил. У питању су Токио, Осака и Кјото. Токијска ракуго школа је тренутно најпознатија док је Осакин стил познат као "Камигата ракуго" одмах иза ње. Ракуго школа из Кјота која обухвата извођење за столом (хизакакуши) при чему при приповедању извођач удара дрвеним плочицама (кобјоши), држећи кожну лепезу - хариоги (позната и као татаки) уз помоћ чега даје ритам, скоро је при изумирању.

## Утицајни извођачи
Многи уметници су допринели популарности и ширењу ове врсте позоришта. Неки су били само извођачи док су други измишљали своје оригиналне приче по којима су остали познати. 
Један од најпознатијих приповедача у Токугава ери био је Анракуан Сакуден (1554–1642), који је био и аутор текстова Сеисуишо (Смехом против успаваности, 1628.), колекције која је у себи имала преко 1000 прича. У Еду (данашњи Токио) наступали су Шикано Бузаемон (1649–99) који је написао неколико колекција прича док је Татекава Енда (1743–1822) написао Ракуго рокуги (Шест значења ракугоа). 
Град Кјото био је дом уметника Цују но Горобеи (1643–1703), чији су радови укључени у збирци Каракучи цују га ханаши познате по многим причама које користе „игру речи“ и приповедају се на другим дијалектима јапанског језика из других регија, док је из Осаке долазио Јонезава Хикохачи са краја 17. века остављајући за собом велики број ауторских прича који се и данас приповедају. Као пример, једна од његових кратких прича гласи овако:
Човек изгуби свест у кади. У великој конфузији коју прати озбиљност ситуације доктор долази, мери му пулс а затим мирно наређује: „Повуците чеп, нек истекне вода“. Када је вода истекла, доктор рече: „Добро. Сад ставите поклопац и носите на гробље.“ 
У причи је човек већ мртав а шала постаје јаснија ако се има у виду да је јапанска традиционална када за купање истог облика као и мртвачки ковчег за сахрањивање.